# Планетарні межі

Планетарні межі (Steffen та ін., 2015)

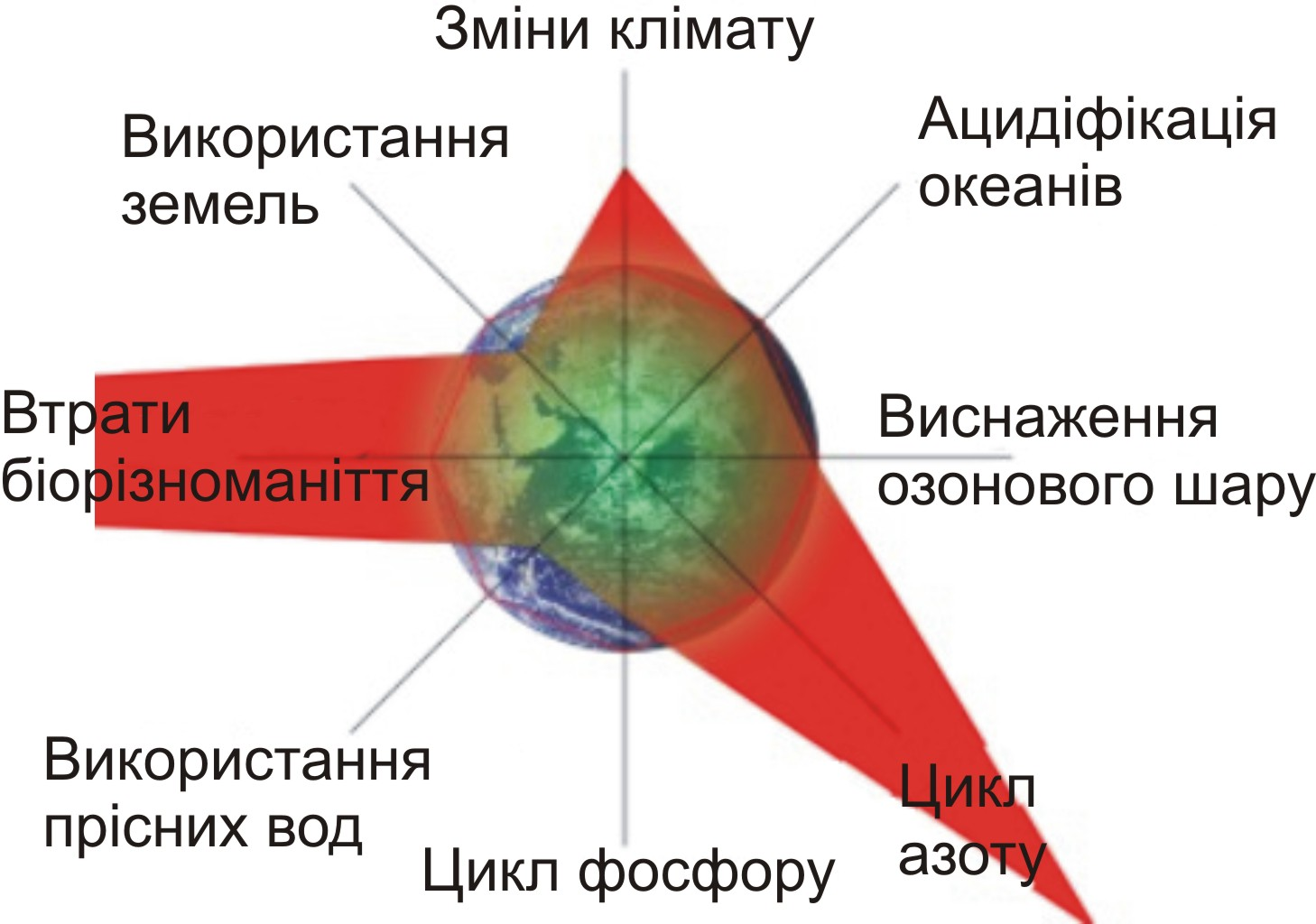
Глобальні характеристики Землі, що визначають майбуття людства

Поточний статус дев’яти планетних меж, заснований на дослідженні 2023 року Richardson та ін.

Планета́рні ме́жі — глобальні характеристики Землі, які можуть визначити можливість існування людства на планеті. 
Ця концепція, розроблена групою вчених у галузі наук про Землі та екології, виділяє 9 ключових систем, які регулюють стабільність нашої планети, кожна з яких має власну межу.

## Дослідження змінних величин
18 січня 2022 року Американським хімічним товариством було опубліковано велике дослідження колективу авторів: "За межами безпеки: планетарні межі хімічного забруднення планети порушені". Одним із найімовірніших результатів буде створення глобального міжнародного органу з хімічного забруднення, аналогічного до Міжурядової групи експертів зі зміни клімату.
В 1972 році, була опублікована робота Донеллі Медоуз, Денніса Медоуза, Йоргена Рандерса (Jørgen Randers) і Вільяма Беренса «Межі зростання» («The Limits to Growth»), яка отримала всесвітню популярність. Спираючись на досить прості (з сучасних позицій) моделі, Медоуз і її співавтори прийшли до висновку, що протягом перших десятиліть XXI століття на Землі почне позначатися нестача ресурсів, ключових для подальшого існування людини.
Ряд публікацій останніх років, в цілому, підтверджує справедливість зробленого прогнозу. Йохан Рокстрем (Johan Rockström) зі Стокгольмського інституту довкілля (Stockholm Environment Institute) разом з великою групою колег у 2009 році запропонували поняття «планетарних меж» (planetary boundaries) для позначення дев'яти вимірюваних змінних величин, що визначають придатність Землі для проживання людини. Ці змінні включають:
1. зміни параметрів клімату (вмісту в повітрі CO2[5] і радіаційного впливу);
2. швидкість втрати біорізноманіття (число вимерлих видів в розрахунку на мільйон видів за рік)[6];
3. зміни в глобальних кругообігах азоту (кількість азоту, що вилучається людиною з атмосфери для своїх потреб) і фосфору (кількість фосфору, що виноситься ріками в океан і таким чином загубленого для подальшого використання людиною)[7];
4. швидкість руйнування озонового шару стратосфери;
5. швидкість окислення океанів;
6. витрачання людиною запасів прісної води на суші;
7. зміни у використанні землі (відсоток земної поверхні, перетворений на поля);
8. зростання вмісту аерозолів в атмосфері (особливо в деяких районах);
9. зростання хімічного забруднення навколишнього середовища (органічні поллютанти, пластик, важкі метали, радіоактивні матеріали тощо)[8].

| Планетарні межі                   | Планетарні межі                                                                                     | Планетарні межі    | Планетарні межі    | Планетарні межі    | Планетарні межі          | Планетарні межі |
| Всепланетні процеси               | Контрольовані значення                                                                              | Граничні значення  | Нинішні значення   | Межі перейдено     | Доіндустріальні значення | Посилання       |
| --------------------------------- | --------------------------------------------------------------------------------------------------- | ------------------ | ------------------ | ------------------ | ------------------------ | --------------- |
| 1. Зміни клімату                  | Атмосферний вуглекислий газ концентрація (ppm об'єму)                                               | 350                | 387                | так                | 280                      | [ 11 ]          |
| 1. Зміни клімату                  | Альтернатива: Збільшення сили радіації (W/m2) після початку індустріальної революції (~1750)        | 1,0                | 1,5                | так                | 0                        | [ 12 ]          |
| 2. Втрати біорізноманіття         | Швидкість вимирання (число видів за мільйон років)                                                  | 10                 | > 100              | так                | 0,1-1                    | [ 13 ]          |
| 3. Біогеохімічні зміни            | (a) антропогенне вилучення азоту з атмосфери (млн тонн за рік)                                      | 35                 | 121                | так                | 0                        | [ 14 ]          |
| 3. Біогеохімічні зміни            | (b) антропогенний перехід фосфору в океани (млн тонн на рік)                                        | 11                 | 8,5-9,5            | ні                 | -1                       | [ 15 ]          |
| 4. Окислення вод Світового океану | Глобальне середнє значення арагонітів в поверхневих шарах морської води (omega units)               | 2,75               | 2,90               | ні                 | 3,44                     | [ 16 ]          |
| 5. Використання земель            | Землі, що використовуються людиною (%%)                                                             | 15                 | 11,7               | ні                 | low                      | [ 17 ]          |
| 6. Прісні води                    | Глобальне споживання прісної води]] (км³/yr)                                                        | 4000               | 2600               | ні                 | 415                      | [ 18 ]          |
| 7. Виснаження озонового шару      | Стратосферний озон концентрація (Dobson units)                                                      | 276                | 283                | ні                 | 290                      | [ 19 ]          |
| 8. Атмосферні аерозолі            | Середня концентрація в атмосфері, на регіональному рівні                                            | not yet quantified | not yet quantified | not yet quantified | not yet quantified       | [ 20 ]          |
| 9. Хімічне забруднення            | Концентрація токсічних субстанцій, пластиків, важких металів і радіоактивних елементів в середовищі | not yet quantified | not yet quantified | not yet quantified | not yet quantified       | [ 21 ]          |

## Роль первинної продукції
Далеко не всім змінним, позначеним Рокстремом і його співавторами, легко дати кількісні оцінки, принаймні зараз. А неможливість оцінки істотно ускладнює використання цих величин для подальшого прогнозу. Однак, як показав недавно Стівен Раннінг (Steven W. Running) з Університету Монтани (Міссула, Монтана, США), замість декількох запропонованих раніше змінних можна використовувати одну, але яка набагато більш точно вимірюється, а саме величина чистої первинної продукції (Net Primary Production, NPP) суші. На суші основні продуценти — це вищі рослини, а їх чиста продукція — це кількість зв'язаного в процесі фотосинтезу вуглецю (у вигляді CO2) мінус те його кількість, яка виділилася в процесі дихання самих автотрофів. Іншими словами, чиста первинна продукція — це реальний приріст маси рослин. Очевидно, що коштом споживання чистої первинної продукції й існують всі рослиноїдні тварини й людина.
Для оцінки глобальної, тобто такої, що відноситься до всього земній кулі, чистої первинної продукції зараз використовують отримані дистанційно (із супутників) дані про площі та щільність рослинного покрову, а також докладні відомості про погодні умови в тій чи іншій місцевості, оскільки вони нерідко обмежують ріст рослин. Стан рослинного покриву оцінювався для всієї поверхні суші, включаючи як ділянки незайманої природи, так і землі, що обробляються людиною. Дані за 1982–1993 рр. показали невелике збільшення чистої первинної продукції, але за період 2000–2010 рр. вона дещо зменшилася. У цілому, згідно з наявними даними, можна з упевненістю говорити, що протягом останніх 30 років річна чиста первинна продукція суші становила 53,6 Пг (петаграмм, 1015 г, або, що теж саме — мільярдів тонн) вуглецю. При цьому коливання рік від року не перевищували 1 Пг, тобто були близько 2 % від середньої. Настільки низька варіабельність цієї величини насправді недивна і свідчить про значну сталість (протягом принаймні 30 років) основних факторів, її визначаючих. Так, загальна кількість сонячного випромінювання, одержуваного Землею, рік від року варіюється в межах 0,001 %. Загальна кількість випадючих на континентах опадів теж виявляється досить постійною, змінюючись рік від року в межах 2 %, хоча стосовно окремих місцевостей коливання ці, як ми всі добре знаємо, можуть бути досить значними.
Сталість величини чистої первинної продукції суші свідчить про те, що очікувати значущого приросту цієї величини (а отже, і істотного збільшення виробництва їжі) не доводиться. За розрахунками багатьох авторів до 2050 року чисельність народонаселення зросте на 40 %. Але питання в тому, чи зможе таке навантаження винести біосфера. Ще п'ять років тому вважалося (див. Habert et al., 2007), що у 2000-ті роки людство вилучало з суші за рік 15,5 Пг вуглецю (або 23,8 % всієї чистої первинної продукції суші). Однак у роботі цього року, виконаній за участю Раннінга, вказувалося вже на те, що людство вилучає для своїх потреб 38 % чистої первинної продукції. Вважається, що 62 %, які залишилися (а це близько 38 Пг вуглецю на рік) дістануться наступним поколінням. Але насправді 53 % усієї чистої первинної продукції не можуть бути використані, оскільки представлені продукцією підземних органів (приріст коренів), а також продукцією рослинності на території національних парків і важкодоступних територій. Тому насправді в розпорядженні людини залишається всього 5 Пг вуглецю на рік, або приблизно 10 % всієї чистої первинної продукції суші.
Під сільське господарство зараз зайнято 34 % території суші, а збільшення цієї частки може бути тільки дуже незначним, в основному в Африці й Південній Америці. У ряді випадків, насамперед в областях, зайнятих вологими тропічними лісами, первинна продукція на оброблюваних землях значно менше тієї, що була властива природним екосистемам, які існували на цьому місці раніше, але представлена вона компонентами, які мають для людини в даний період часу велику цінність. Однак у випадку посушливих земель зрошення та застосування добрив дозволяють збільшити чисту первинну продукцію в кілька разів у порівнянні з вихідною.
Точніший прогноз вимагає введення цілого ряду припущень, однак питання про те, чи буде досягнута допустима межа у використанні чистої первинної продукції, вже не стоїть. Питання полягає в тому, коли вона буде досягнута. Найбільш часто даються прогнози — це кілька десятиліть.
Джерело
- Steven W. Running. A measurable planetary boundary for the Biosphere // Science. — 2012. — V. 337. — P. 1458–1459. DOI: 10.1126/science.1227620.

## Див також
- Глобальні проблеми людства
- Екологічна проблема
- Окислення вод Світового океану
- Фітопланктон
- Наслідки глобального потепління
- Голоценове вимирання
- Синдром Кесслера
- фільм Racing Extinction[en]
- книга Шосте вимирання

## Ресурси Інтернета
- Tipping towards the unknown Stockholm Resilience Centre[en], 23 September 2009.
- Planetary Boundaries: Specials Nature (journal), 24 September 2009.
- Johan Rockstrom: Let the environment guide our development TED (конференція) video, July 2010. Transcript html
- Vidoes with Will Steffen and Jeffrey D. Sachs
- UN Debates Holistic Approach to Sustainable Development ABCLive.In, 21 April 2011 — the term «planetary boundaries» is starting to shape debates, such as this one.
- A Planet on the edge Global Change, 2009, 74: 10-13. Featured cover story, via Scribd.
- Welcome to the Anthropocene The Economist, 26 May May 2011.
- The Anthropocene: A man-made world The Economist, 26 May May 2011.
- Has the green movement lost its way? The Guardian, 2 July 2011.
- Lynas, Mark[en] (2012) The Smart Way to Play God with Earth's Limited Land Scientific American, 20 January 2012.
- Critical comment climateshifts.org